# Olney (Maryland)
Olney è un CDP degli Stati Uniti d'America, nella contea di Montgomery, nello stato del Maryland.